# Електронна черга
Електро́нна че́рга — це програмно-апаратний комплекс, що дозволяє формалізувати та оптимізувати управління потоком відвідувачів в комерційному та публічному секторах. Це модуль запису на прийом електронної приймальні онлайн. Дозволяє позбавитися від живих черг під кабінетами спеціалістів і дати можливість відвідувачам спланувати час відвідування установи.
Громадяни можуть записуватися на прийом за допомогою вебсайту або у телефонному режимі, що спрощує процес запису і економить час.

## Призначення
Електронні системи управління потоками відвідувачів допомагають змінити і покращити якість обслуговування. В випадку необхідності дозволяють організувати запис відвідувачів на прийом по часу та даті. Системи електронної черги дозволяють на основі отриманих даних в процесі роботи оптимізувати обслуговування або розробити нові методики. Також з'являється можливість на основі отриманих даних в процесі роботи вносити коректив. Результатом застосування електронних черг є покращення загального клімату обслуговування і більш високий коефіцієнт роботи персоналу.
Система електронної черги відрізняється від систем «виклику клієнта» тим, що дозволяє ввести гнучкий алгоритм керування потоком клієнтів, вести облік та статистику роботи операторів і інтенсивності потоку, що дозволяє ефективно планувати навантаження на операторів, а також використання інформаційного табло для показу рекламної інформації. Окрім цього, в системі передбачені функції керування налаштуванням системи і її виконавчими модулями. Даний тип систем можна віднести до on-line систем, які працюють і керуються в реальному часі.

### Сфери застосування
- для прийому громадян у державних установах;
- при обслуговуванні у банках і страхових компаніях;
- для прийому в закладах освіти (наприклад, при подачі документів до вишах), наприклад, електронна черга до дитсадку, до ЗАГСу
- при обслуговуванні в медичних закладах;
- для прийому в комерційних структурах, що працюють з масовим обслуговуванням громадян (наприклад, оператори телекомунікаційних послуг);
- для продажу транспортних квитків, — системи бронювання,

| Процедура запису через інтернет   | Процедура запису телефоном                           |
| --------------------------------- | ---------------------------------------------------- |
| Вхід до «Особистого кабінету»     | Співробітник вносить мінімальну інформацію про особу |
| Вибір питання                     | Вибрає дату та час прийому                           |
| Вибір фахівця                     |                                                      |
| Короткий опис питання             |                                                      |
| Отримання підтвердження про запис |                                                      |